# Miguel García Franco
Miguel García Franco (* 16. März 1909 in Tepehuanes, Mexiko; † 8. März 1981) war Bischof von Mazatlán.

## Leben
Miguel García Franco empfing am 25. Oktober 1931 das Sakrament der Priesterweihe.
Am 18. Dezember 1958 ernannte ihn Papst Johannes XXIII. zum Bischof von Mazatlán. Der Apostolische Delegat in Mexiko, Erzbischof Luigi Raimondi, spendete ihm am 22. Februar 1959 die Bischofsweihe; Mitkonsekratoren waren der Bischof von Zacatecas, Antonio López Aviña, und der Erzbischof von Puebla de los Ángeles, Octaviano Márquez y Tóriz.